# Стейн Эрик Хаген
Стейн Эрик Хаген (род. 22 июля 1956 г.) — норвежский бизнесмен. Председатель правления Orkla, где он является крупным акционером, и владеет крупными пакетами акций в Steen & Strøm, Jernia и Komplett через свою семейную компанию Canica.
По данным новостного журнала Kapital, состояние Хагена составляет 24 миллиарда норвежских крон, что делает его вторым самым богатым человеком в Норвегии.

## Биография
Стейн Эрик Хаген родился 22 июля 1956 года в Осло, Норвегия.
Хаген получил образование в Kjøpmannsinsituttet (ныне часть Норвежской школы менеджмента).
Вместе со своим отцом в 1970-х годах основал сеть дисконтных магазинов RIMI и сохранял право собственности до 2000-х, когда продал ее шведским ICA и Ahold. Большая часть денег была вложена в Orkla.
Сообщается, что Хаген владеет одной из самых больших парусных лодок в Европе и когда-то владел собственным островом в Карибском море.
Он оказывал финансовую поддержку Либеральной партии на выборах 2005 года в Норвегии и Либеральной партии, Христианской народной партии, Консервативной партии и Партии прогресса в 2006 году.

## Личная жизнь
У Стейна Эрика Хагена трое детей от первого брака и сын от более поздних отношений. В 2004 году он женился на Милле-Мари Трешоу, в 2012 году пара объявила о разводе.
В октябре 2015 года Хаген выступил в норвежско-шведском ток-шоу Skavlan. Позже в тот же день он добавил, что он бисексуал, и что его бывшие жены и семья знали о его бисексуальности в течение многих лет.